# الکس هندریکس
الکس هندریکس (انگلیسی: Alex Hendricks؛ زادهٔ ۱۳ آوریل ۱۹۹۶) ورزشکار فوتبال اهل ایالات متحده آمریکا است.
وی در مسابقات کشوری و بین‌المللی در مجموع برندهٔ ۲ مدال برنز شده‌است.